# Igreja de São Francisco de Assis (Sabará)
A Igreja de São Francisco de Assis é um templo católico da cidade brasileira de Sabará. Também é conhecida como Igreja de São Francisco de Assis sob a invocação de Nossa Senhora dos Anjos. É monumento tombado pelo IPHAN. As obras prosseguiram devagar com várias interrupções, e a decoração interna só foi realizada parcialmente, mas possui algumas peças estatuárias de alto valor e uma boa pintura no teto da capela-mor.

## História e estrutura

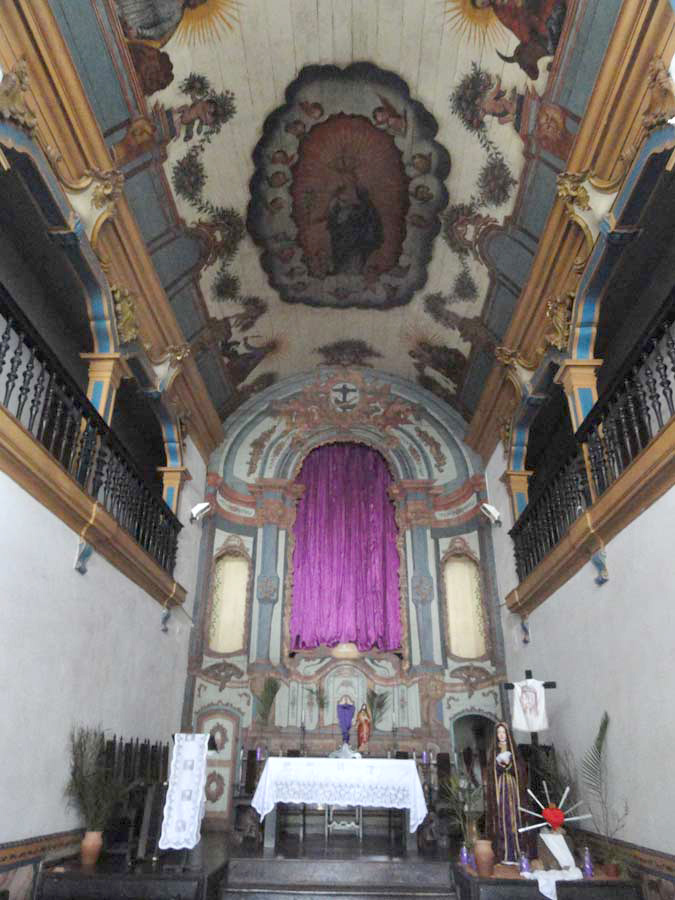
Capela-mor.

O templo nasceu primeiramente como uma capela simples fundada em 1761 pela Arquiconfraria do Cordão de São Francisco dos Homens Pardos, dedicada a Nossa Senhora Rainha dos Anjos. Para substituir esta capela, em 6 de julho de 1772 a Arquiconfraria recebeu autorização para erguer uma igreja de grande porte. O autor do projeto não é conhecido.
O projeto era ambicioso, mas a Arquiconfraria era pobre, a construção foi morosa e jamais foi inteiramente terminada. Os trabalhos ganharam alento entre 1798 e 1805, mas depois prosseguiram com lentidão outra vez. Em 1849 foram concluídas as torres, e então a obra foi paralisada por um largo período. Somente em 1864 foi desmantelada a primitiva capela que ainda sobrevivia no interior, envolta pelas paredes novas, e as obras provavelmente se prolongaram ainda por todo o século XIX. Trabalharam no templo o carpinteiro José Ferreira de Brito (1798), o pedreiro Manuel da Costa Lima (1804/1805), João Fernandes de São Tiago (1805), o mestre pedreiro Leonardo de Moinhos, que ergueu os paredões da frente e do lado direito, e Domingos Pinto Coelho, responsável pelas obras de cantaria e pelo relevo em pedra-sabão da portada, ativo em 1822.
A planta é tradicional, dividida em uma grande nave única e uma capela-mor. A fachada tem uma porta centralizada, coroada por um relevo, um nicho e um emblema franciscano, e no nível superior há duas janelas com balcão. Acima, um frontão ondulado entre duas torres sineiras, as quais mostram duas seteiras e coruchéus piramidais. A estrutura é de alvenaria de pedra. A nave tem dois altares simples embutidos nas paredes, dois púlpitos engastados no arco do cruzeiro, com parapeitos de ferro, e uma fileira de balaústres em ambos os lados, funcionando como divisórias da nave. A capela-mor tem piso de tabuado largo, amplas tribunas e um grande altar em madeira em forma de trono escalonado. Pelas laterais da capela-mor correm duas passagens que levam à sacristia, erguida em pedra e adobe, com um piso superior que funciona como consistório.

## Decoração

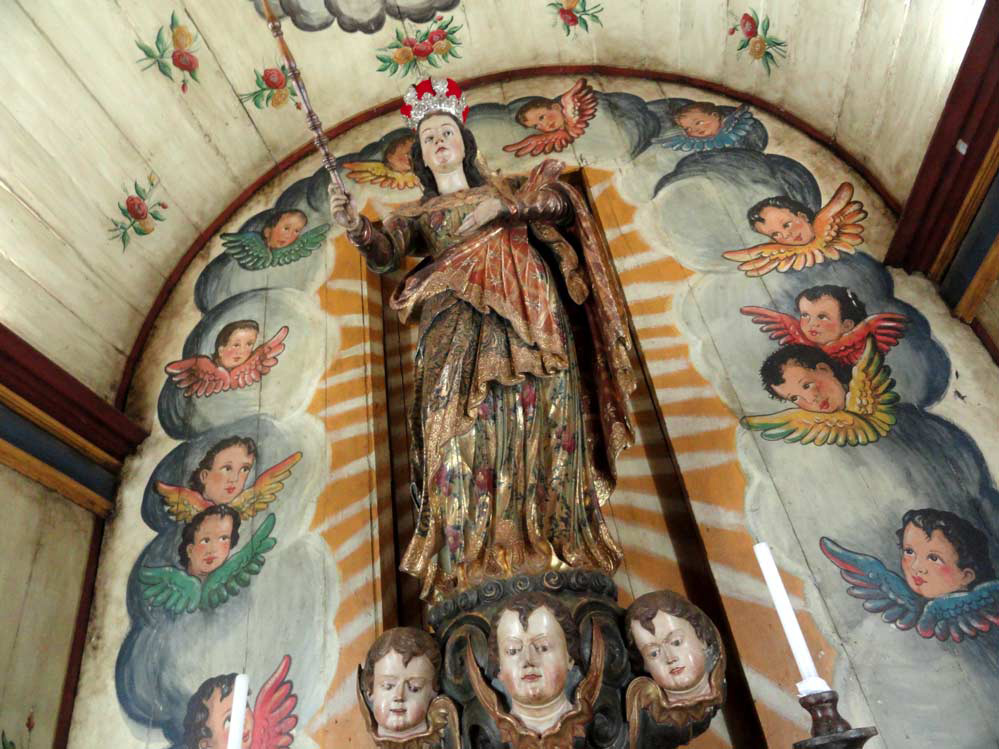
A imagem de Nossa Senhora dos Anjos no altar-mor.

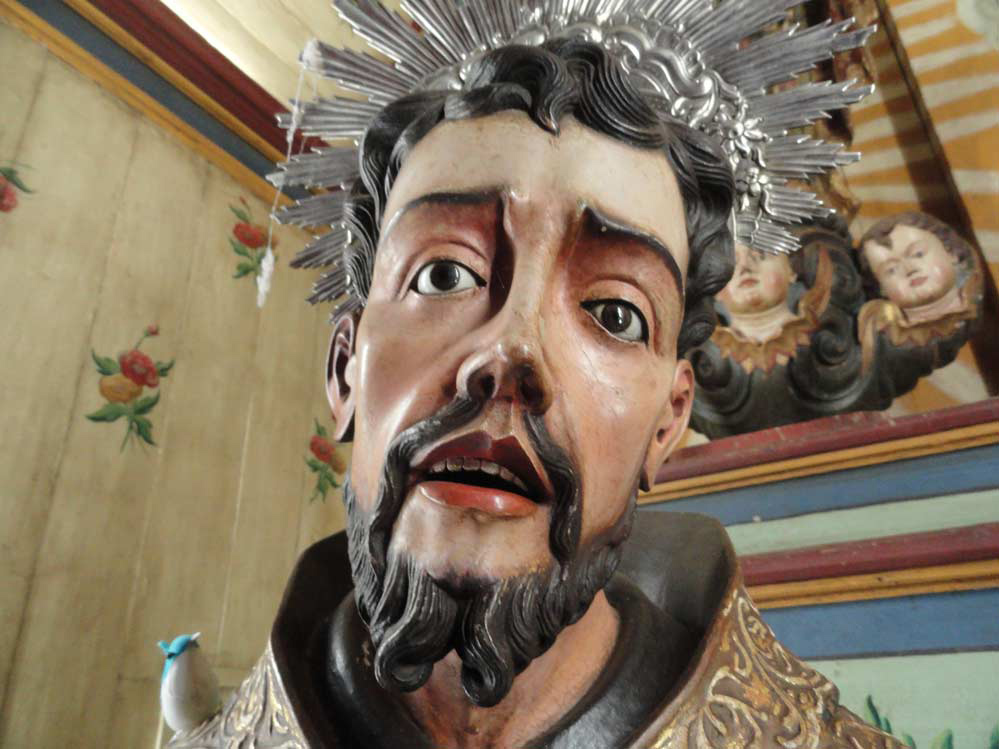
A imagem de São Francisco no altar-mor.

Devido à escassez de recursos, a ornamentação da igreja nunca foi realizada, salvo na capela-mor, que guarda elementos de grande expressividade, embora tenha uma fatura geral bastante simples. A econômica decoração interna deve datar toda de meados do século XIX, mostrando um estilo Rococó tardio, mas pelo menos parte da sua estatuária é mais antiga.
O teto da capela-mor tem uma grande pintura representando Nossa Senhora dos Anjos rodeada de figuras dos Evangelistas. O altar escalonado tem estrutura pintada simulando colunas e detalhes entalhados, com um frontispício coroado pelo emblema franciscano sustentado por dois anjos entalhados. No nicho estão instaladas duas importantes e requintadas estátuas policromadas, em tamanho acima do natural e de feição erudita, uma representando Nossa Senhora dos Anjos, com um cetro na mão direita e apoiada em um pedestal de nuvens e cabeças de querubins, e abaixo dela, um São Francisco de Assis, que segura uma cruz e uma caveira, símbolos do martírio e da penitência, ambas de autoria de Domingos Pinto Coelho. Por trás das imagens, o fundo do nicho tem uma moldura pintada com um resplendor de nuvens, de onde emergem várias cabeças de querubins. No teto do nicho aparece uma representação do Divino Espírito Santo cercado de ramalhetes de rosas. Também há uma bela imagem do Senhor Morto, instalada sob a mesa do altar, do mesmo Pinto Coelho.
Na nave os altares laterais não são decorados, mas ostentam santos de roca, dos quais a igreja possui uma boa coleção, nem toda em exibição permanente. Destacam-se a imagem do Cristo carregando a Cruz, três de Nossa Senhora das Dores e uma de Santo Antônio de Lisboa, além de outras que figuram Santa Clara, Santa Maria Madalena, Santa Isabel de Portugal, Santa Margarida de Cortona, São Boaventura e São Benedito, de qualidade variável, algumas em mau estado de conservação.

## Tradições
A Igreja está integrada a tradicionais festividades religiosas, especialmente as relativas à Semana Santa. Na Quinta-Feira Santa ocorre a abertura do sepulcro de Jesus, com a exposição da importante estátua do Senhor Morto preservada na Igreja. A passagem da noite de Quinta-Feira para a Sexta-Feira Santa é vigiada no Velório de Cristo, uma tradição que já conta com 300 anos de idade. A Procissão do Fogaréu sai dali em direção à capela de Nosso Senhor Bom Jesus, carregando a imagem de Nossa Senhora das Dores. A procissão foi fundada em torno de 1850 e é uma das mais antigas do estado. Também na Igreja de São Francisco ocorrem cerimônias do Setenário das Dores.